# Маленькая Черепаха
Маленькая Черепаха (англ. Little Turtle, майами-иллинойс Mihšihkinaahkwa (Мишикинаква); ок. 1747 — 14 июля 1812 года) — сахем племени майами, ставший одним из самых известных индейских военачальников Северной Америки.
В 1790-х годах он был одним из руководителей Западной Индейской конфедерации во время Северо-западной индейской войны, иногда называемой Войной Маленькой Черепахи. Во время войны индейцы разгромили армию генерала Артура Сент-Клера, эта битва стала крупнейшим поражением армии США в Индейских войнах. Позже Маленькая Черепаха подписал несколько договоров о передаче земель американцам, в результате этих действий он потерял свой статус лидера.

## Биография

### Ранние годы
О ранней жизни Маленькой Черепахе известно немного. Точный год и место его рождения неизвестны, но источники обычно указывают, что он родился в 1747 или 1752 году. Его родители проживали в большой деревне майами под названием Пикавиллани, расположенной на Грейт-Майами-Ривер, рядом с современным городом Пикуа. Кем были его родители, и как их звали, доподлинно неизвестно. По одним данным, имя его отца было Мишикинаква, а матерью была индианка из племени махиканов; по другим — его отца звали Чинкуэнаккуа, а имя матери неизвестно.
Маленькая Черепаха родился на территории современного округа Уитли и до 1780 года проживал в поселении майами на реке Ил. Современники описывали его почти шести футов ростом, серьёзным человеком, презирающим пьянство, но любящим носить серебро в ушах и на одежде.
Со временем, благодаря храбрости и отваге, Маленькая Черепаха был выбран военным вождём группы атчатчакангоуэн, ведущего подразделения племени майами, при этом, он никогда не был верховным вождём племени, так как эта должность являлась наследственной. Во время войны за независимость США Маленькая Черепаха подтвердил свою репутацию военного лидера племени — 5 ноября 1780 года он разгромил войско Огюстена де Ла Бальме, французского военного авантюриста, воевавшего на стороне Тринадцати колоний. Армия Маленькой Черепахи почти не понесла потерь. Несколько офицеров были взяты живыми, трое из них, были сожжены на костре, четверых отпустили в качестве предупреждения остальным:217. Всего французы потеряли от 30 до 40 человек убитыми, включая и самого Ла Бальме. Когда несколько дней спустя, французские войска, союзные американцам, попытались разведать это место, они увидели, что путь был перекрыт головами нескольких французских солдат, насаженных на пики. Увидев это, они повернули назад. В течение 1780-х годов Маленькая Черепаха продолжал возглавлять рейды против колониальных американских поселений в Кентукки, сражаясь на стороне Британской империи.

### Северо-западная индейская война

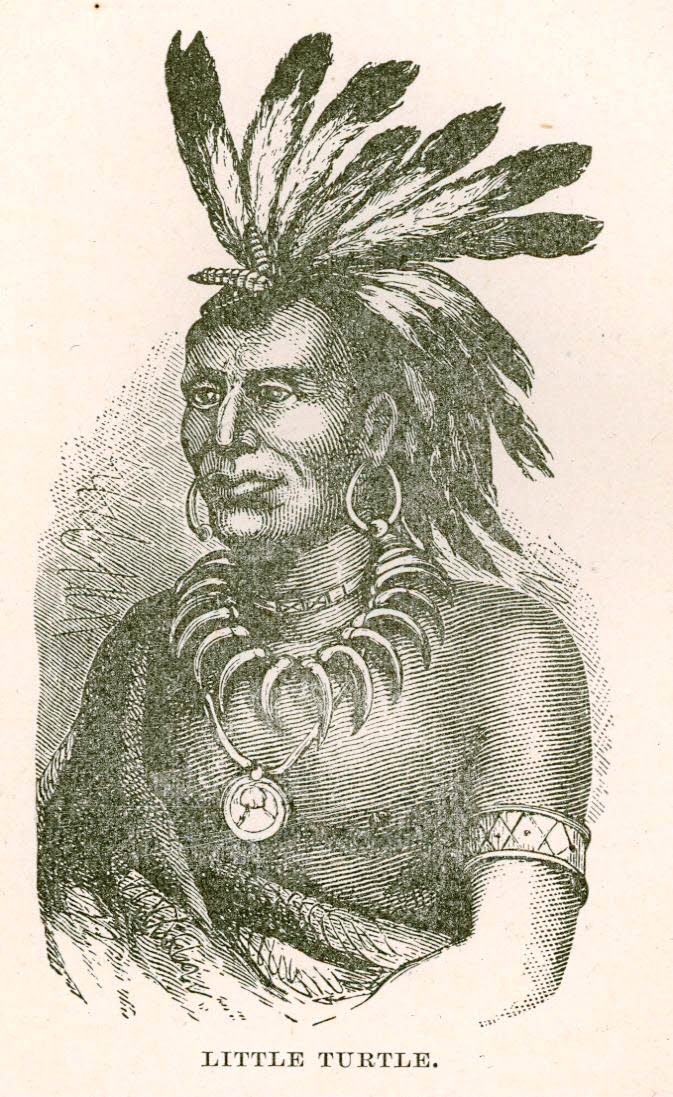

По завершении войны за независимость США, без учёта мнения своих индейских союзников и даже не упомянув их, спорная территория была уступлена Британской империей США согласно Парижскому мирному договору 1783 года. Британцы, тем не менее, оставили форты к северо-западу от реки Огайо под своим контролем, хотя согласно договору, должны были передать их американцам. Соединённые Штаты считали весь регион к югу от Великих озёр, к востоку от реки Миссисипи, и к северу от Флориды своим, по праву завоевания. В 1787 году американское правительство, в соответствии с указами 1784 и 1787 годов, учредило Северо-Западную территорию.
Индейские племена, проживающие на этой территории, сопротивлялись вторжению американцев и не намеревались отдать свою страну белым. Они образовали Западную Индейскую конфедерацию с целью сохранения реки Огайо в качестве границы между землями индейцев и Соединёнными Штатами. Племена, входившие в конфедерацию, делились на три большие группы — минго и вайандоты; майами, шауни и делавары; и Совет трёх огней (оджибве, потаватоми и оттава). Кроме них, в войне против американцев участвовали небольшие группы других племён. Маленькая Черепаха стал одним из военных лидеров конфедерации.
В конце сентября 1790 года генерал Джосайя Хармар, с 320 солдатами и примерно 1113 ополченцами из Пенсильвании и Кентукки, выступил из форта Вашингтон. Он получил приказ уничтожить деревни майами и убить всех индейцев, которые окажут сопротивление. Его армии не хватало дисциплины и она была плоха снабжена провизией и вооружением. Маленькая Черепаха возглавил майами в боях с войском Хармара. В октябре 1790 года он, и вождь шауни Синяя Куртка, одержали две победы над людьми Хармара. Эти успехи способствовали дальнейшему сопротивлению индейцев. После этого президент Джордж Вашингтон приказал генералу Артуру Сент-Клэру, который являлся одновременно губернатором Северо-Западной территории и генерал-майором американской армии, предпринять энергичные действия летом 1791 года. 4 ноября 1791 года армия Сент-Клэра была полностью разбита, Маленькой Черепахе обычно приписывают руководство коалиционными силами, хотя кроме него, индейцев возглавляли Синяя Куртка и вождь делаваров Баконгахелас. Впоследствии, Маленькая Черепаха и Синяя Куртка, соперничали за честь предводителя индейцев в их победе.
В 1794 году вновь сформированный Легион Соединенных Штатов, под командованием генерал-майора «Безумного Энтони» Уэйна, построил форт Рикавери на месте разгрома Сент-Клэра и защитил его от нападения индейцев. Последовавшая за этим победа американцев в битве при Фоллен-Тимберс и Гринвиллский мир 1795 года завершили Северо-западную индейскую войну, хотя набеги индейцев продолжались. Маленькая Черепаха, после заключения мирного договора, стал убеждённым миротворцем до конца своих дней.

### Поздние годы
Маленькая Черепаха выиграл в борьбе за славу и влияние у Синей Куртки. Заслужив уважение за авторство плана великой победы индейцев, а также обладая предвидением, позволившим выступить за мир с американцами, и мудростью для принятия политики приспособленчества, его голос имел больший вес в США, чем голос какого-либо другого вождя майами, а возможно, и любого другого лидера индейцев. Он также начал приспосабливаться к культурным привычкам белых людей, включая приобретение собственной земли, но оставался непреклонным в своем неприятии употребления алкоголя. Маленькая Черепаха совершил несколько поездок на восток США, чтобы встретиться с тремя президентами, при этом, он отказался путешествовать в обществе Синей Куртки. Он принимал аннуитетные платежи и другие вознаграждения в обмен на своё сотрудничество.
В ноябре 1796 года Маленькая Черепаха встречался с президентом Джорджем Вашингтоном, который подарил ему парадную шпагу, ружья и медали с изображением обоих мужчин. Знаменитый американский просветитель и врач Бенджамин Раш привил его от оспы, и вождь майами оставался в его доме несколько недель до полного выздоровления. Маленькую Черепаху также лечили за счёт американского правительства от подагры и ревматизма. Герой Американской революции Тадеуш Костюшко подарил ему пару пистолетов. На востоке Маленькая Черепаха также встречался с французским просветителем и политическим деятелем графом Константином Франсуа де Вольнеем, который интересовался индейскими языками и обычаями. 
В 1797—98 годах, во время второй поездки на восток, Маленькая Черепаха встретился с президентом Джоном Адамсом. В 1801—02 и 1809—09 годах он совершил ещё две поездки в Вашингтон, чтобы встретиться с президентом Томасом Джефферсоном. В столице США вождь просил учредить в Форт-Уэйне агентство и правительственный торговый пост, и его просьба была удовлетворена. Отчасти целью учреждения правительственных объектов было желание Маленькой Черепахи ограничить продажу спиртного путём лицензирования торговцев. Он жаловался, слушавшим его квакерам, что алкоголь убил больше индейцев после Гринвиллского договора, чем пули и штыки американцев за шесть лет войны. Джефферсон и конгрессмены были впечатлены аргументами вождя, и 30 марта 1802 года Конгресс США принял пересмотренный Закон о невмешательстве в дела индейцев. Этот и другие федеральные законы, ограничивающие продажу алкоголя индейцам, оставались в силе до 1953 года.
В 1809 году Уильям Генри Гаррисон, губернатор Территории Индиана, приехал в Форт-Уэйн, чтобы пересмотреть условия договора с индейцами. В результате переговоров с Маленькой Черепахой и его зятем Уильямом Уэллсом, Гаррисону удалось заключить договор, который обеспечил федеральному правительству около 10 117 км² земли от представителей индейских племён, участвующих в сделке с Гаррисоном. Другие вожди племён, выступавшие против договора, в том числе лидеры майами Паканне и Жан-Батист Ришарвиль, отказались передать свои территории правительству США. Между ними и Маленькой Черепахой произошёл конфликт, окончившийся полным разрывом отношений. Позднее, Маленькая Черепаха утратил статус лидера майами.
Маленькая Черепаха умер 14 июля 1812 года в доме своего зятя Уильяма Уэллса, недалеко от Кекионги. Американские поселенцы и армейские офицеры присутствовали на его похоронах, и похоронили его с воинскими почестями. Захороненные вместе с ним погребальные принадлежности включали маис и фасоль, красный пигмент и трубку-томагавк, как подобало сахему майами, а также шпагу, ружьё и медаль, врученные ему Джорджем Вашингтоном.

## Место захоронения и память

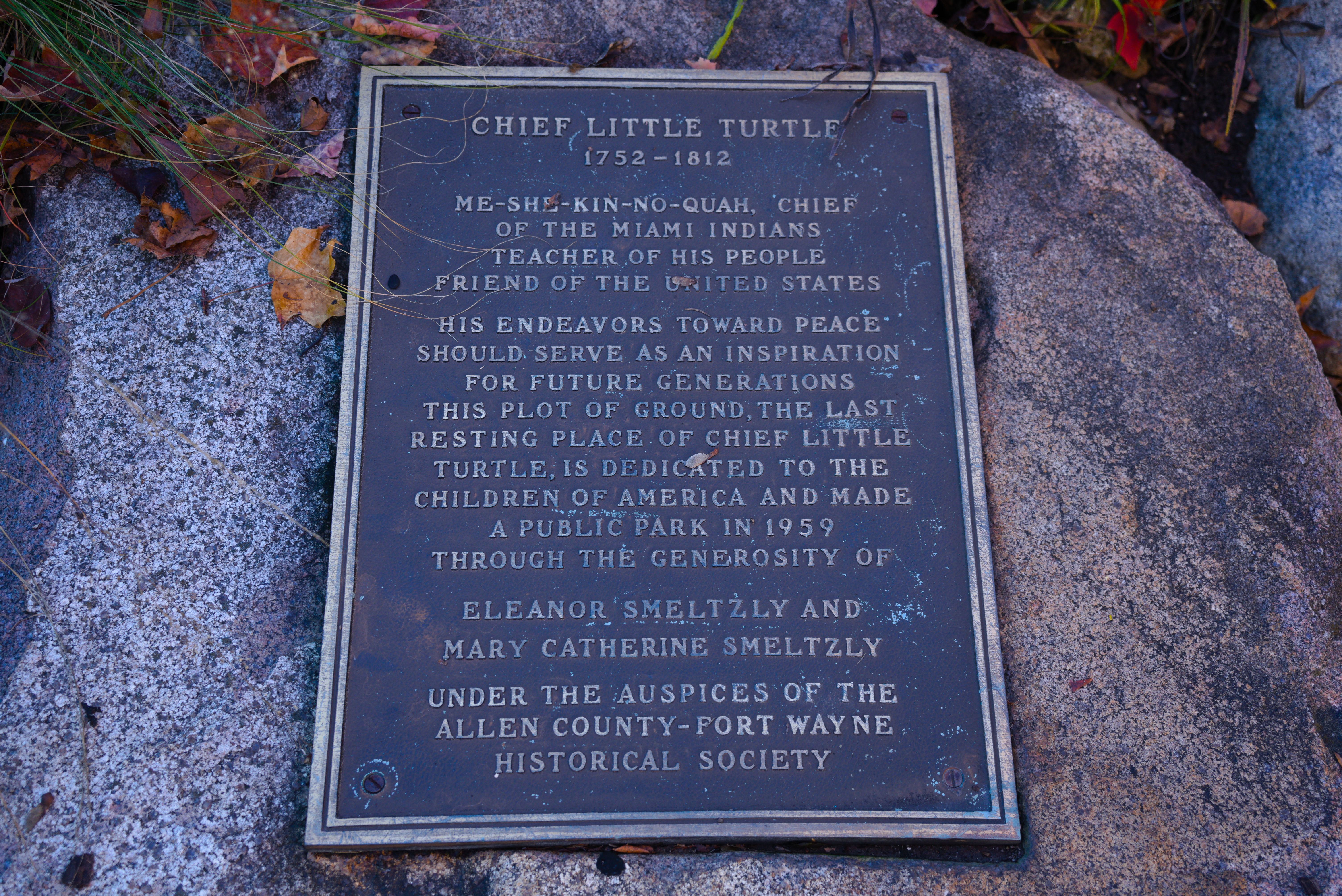
Мемориал Маленькой Черепахи

В 1959 году жители Форт-Уэйна, сёстры Мэри Кэтрин и Элеонора Смелцли, купили место захоронения Маленькой Черепахи с намерением почтить его миротворческие усилия, пожертвовав собственность городу в качестве общественного парка. В 1960 году на этом месте была установлена бронзовая мемориальная доска, прикреплённая к гранитному валуну.
В честь вождя майами назван остров на озере Эри, расположенный на границе двух штатов — Мичигана и Огайо, а также один из притоков реки Литл-Майами.